# Череповецкая губерния
Череповецкая губерния — административно-территориальная единица РСФСР, существовавшая в 1918—1927 годах. Центр — город Череповец.
По ходатайству северо-восточных уездов Новгородской губернии (большей части территории) на Демократическом съезде Советов 10-13 мая 1918 года было принято решение о создании губернии. Это решение получило одобрение Новгородского губисполкома, Всероссийского Центрального Исполнительного Комитета и Совета Народных Комиссаров.
Губерния образована постановлением НКВД РСФСР от 10 июня 1918 года из 5 северо-восточных уездов Новгородской губернии (большей части территории): Белозерского, Кирилловского, Тихвинского, Устюженского и Череповецкого.
Губерния граничила:
- на западе — с Новгородской губернией;
- на северо-западе — с Петроградской губернией (затем Ленинградская);
- на севере — с Олонецкой губернией (с 25 июля 1923 года — Карельская АССР);
- на востоке — с Вологодской губернией;
- на юго-востоке — с Ярославской губернией;
- на юге — с Тверской губернией.

В апреле 1918 года восемь северо-западных губерний — Петроградская, Новгородская, Псковская, Олонецкая, Архангельская, Вологодская, Череповецкая и Северодвинская — были объединены в Союз коммун Северной области, который уже в 1919 году был упразднён.
В 1918—1921 годах границы Череповецкой губернии подверглись серьёзным изменениям. К Череповецкому уезду были присоединены часть Мусорской и Хмелёвской волостей Пошехонско-Володарского уезда Ярославской губернии. В феврале 1919 года часть Кирилловского уезда (Введенская, Казанская, Огибаловская, Ратковецкая, Пунемская, Тигинская и Хотеновская волости) отошла к Кадниковскому уезду Вологодской губернии и Каргопольскому уезду Олонецкой губернии, часть Тихвинского уезда – к Боровичскому и Мало-Вишерскому уездам Новгородской губернии. 
По данным переписи 28 августа 1920 года, в губернии проживало 709 тыс. человек, а уже в 1926 году в ней было 735,8 тыс. жителей.
В 1927 году губерния вошла в состав Ленинградской области. Причём 19 июля 1927 года на территории упразднённых 4 уездов бывшей губернии Белозерского, Кирилловского, Устюженского и Череповецкого был образован Череповецкий округ Ленинградской области с центром в Череповце. Тогда в состав округа вошло 19 районов. Губисполком был реорганизован в Череповецкий окружной исполком Ленинградской области (округ упразднён 23 июля 1930 года).